# 1914
Cette page concerne l'année 1914 (MCMXIV en chiffres romains) du calendrier grégorien.
L'année 1914 est une année commune qui commence un jeudi.

## En bref
- 28 juin : attentat de Sarajevo.
- 28 juillet : début de la Première Guerre mondiale.

## Événements

### Afrique

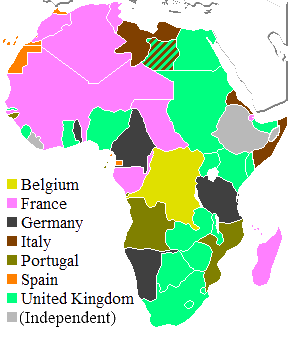
L’Afrique coloniale en 1915

- Janvier : révolte des Holli contre l’administration coloniale au Dahomey, écrasée provisoirement le 10 mai ; le mouvement reprend après l’arrestation d’un Holli le 22 août 1915 ; les principaux chefs holli, dont Otoutou-Bi Odjo, sont arrêtés le 10 février 1916. La révolte se prolonge et de nombreux Hollis s’exilent au Nigeria[1].

- Avril : épidémie de peste au Cap-Vert, puis à Dakar, où la ségrégation résidentielle est imposée et les Africains doivent se concentrer dans la Médina (fin en janvier 1915)[2].

- 10 mai : le Sénégalais Blaise Diagne devient le premier député Africain à la Chambre des députés en France[3].

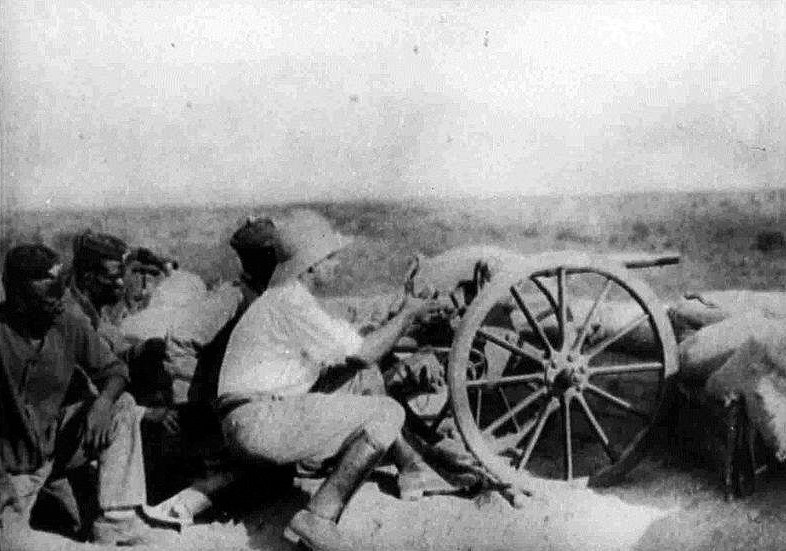
Un officier allemand tire sur les forces britanniques du Nigeria à Garoua pendant la campagne du Kamerun. Les troupes britanniques attaquent Garoua une première fois le 25 août mais doivent battre en retraite le 31.

- 5 août : les troupes françaises du Congo attaquent et occupent Bonga et Zinga, cédées à l’Allemagne en 1911. Début de la campagne du Kamerun (fin le 18 février 1916). Britanniques, Français et Belges encerclent le territoire allemand et installent un blocus maritime[5].
- 8 août : pendaison du roi douala Rudolf Douala Manga Bell, accusé de haute trahison par les Allemands, alors qu’il résistait à l’expropriation des terres côtières du clan Bell, au Kamerun[6]. Elle est suivie de plusieurs exécutions.
- 13 août : le gouvernement colonial crée les Carrier Corps, chargé de mobiliser des porteurs au Kenya. Cinq unités de 1 000 hommes chacune sont recrutées dès le 11 septembre ; le 21 juin 1915, l’enrôlement forcé dans les Carrier Corps est autorisé par les autorités coloniales[7].

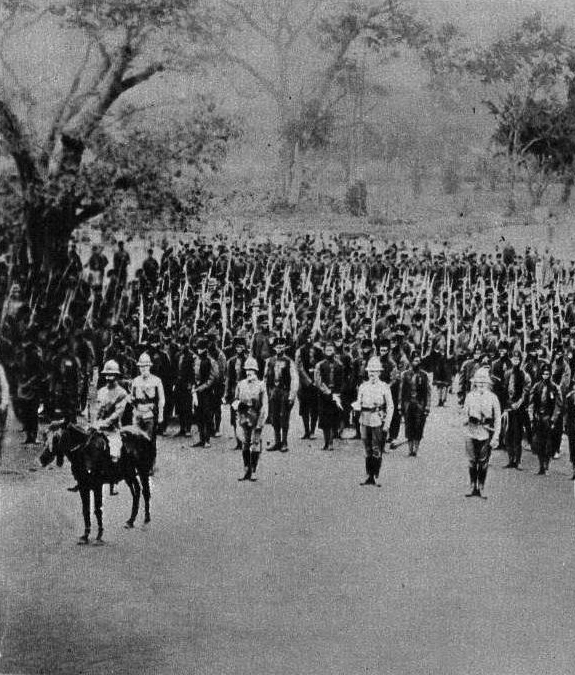
Le corps expéditionnaire britannique au Togo en 1914.

- 26 août : reddition du Togo allemand. Le gouverneur Hans Georg von Doering, envoie des télégrammes à ses homologues du Dahomey, de la Côte-de-l’Or et de l’AOF pour leur proposer la neutralisation du Togo. Ceux-ci refusent, et les troupes de l’Entente envahissent le protectorat. Les troupes allemandes, prises en étau, se concentrent autour de Kamina pour y défendre la station de radio qui permet les communications avec l’extérieur. Elles préfèrent faire sauter le poste plutôt que de le laisser aux Alliés. Le 26 août, le Togo tout entier se rend. Français et Britanniques se partagent le territoire lors de la conférence d’Atakpamé le 27 août[8].

- 8 septembre : Louis Botha, soutenu par le Parlement, décide d’engager l’Union d'Afrique du Sud dans la Première Guerre mondiale aux côtés de la Grande-Bretagne[9]. Une attaque par mer prend les ports de Lüderitz (18 septembre)[10] et de Swakopmund (14 janvier 1915[11]), au Sud-Ouest africain allemand, où se trouvent des stations de radio. Conjointement, les troupes terrestres avancent vers la frontière. Les Afrikaners voient d’un mauvais œil le soutien de leur pays aux Alliés. Le ralliement d’officiers et de soldats au camp opposé, des troubles sécessionnistes dans le Transvaal et l’Orange, retardent l’armée sud-africaine. Celle-ci est composée exclusivement de Blancs. Les Noirs sont utilisés pour la logistique. Elle combat en Namibie, en Afrique de l’Est et en Europe.
- 10 septembre : répression sanglante par les King’s African Rifles de la révolte des Giriama contre l’impôt au Kenya[12].
- 11 septembre, Kenya : occupation allemande de Kisii. Les Gusii, convertis au culte mumbo (en), pillent le fort de Kisii après le départ des Britanniques pour le front[13].
- 15 septembre : rébellion Maritz ; le colonel boer Manie Maritz se rebelle et rallie les Allemands du Sud-Ouest africain, suivi par des officiers comme Koos de la Rey, Christiaan Beyers (en), Jan Kemp et Christiaan de Wet[14].
- 26 septembre : victoire allemande sur les Britanniques à la bataille de Sandfontein, en Namibie[15].
- 27 septembre : prise de Douala par les franco-britanniques[16].

- 13-14 octobre : les ports du Cameroun Victoria et Buéa tombent aux mains des Alliés[17]. Les troupes allemandes de l’intérieur résistent.
- Octobre : arrestation de l’aménokal Fihroun, chef des Touaregs Oulliminden[18].

- 2 - 5 novembre : échec britannique en Afrique orientale allemande à la bataille de Tanga, premier affrontement majeur de la campagne d’Afrique de l’Est [19].
  - L’Afrique de l’Est, en particulier le Tanganyika, est ravagée par la guerre. Le colonel von Lettow-Vorbeck, commandant les forces allemandes dans la colonie, mène une guerre d’usure pour occuper les soldats adverses afin qu’ils ne puissent partir en Europe. Il repousse leur attaque sur Tanga en novembre et oblige les Alliés à préparer soigneusement leur offensive (construction de la ligne de chemin de fer Voi-Kenya (en), arrivée des troupes sud-africaines de Jan Smuts, renforts de l’Afrique de l’Ouest, accord de participation du Congo belge, etc.).

- 18 décembre : victoire allemande sur les Portugais au combat de Naulila en Angola[20].

### Amérique
- 27 janvier : le président haïtien Michel Oreste doit démissionner sous la pression d’une insurrection[21].
- 29 janvier - 9 février, 20-21 février et 19 octobre : interventions militaires des États-Unis en Haïti pour protéger ses ressortissants pendant les insurrections[22].

- 6 avril : traité Thomson-Urrutia signé à Bogota. Les États-Unis octroient une indemnité de 25 millions de dollars à la Colombie qui reconnait l’indépendance du Panama. Le Congrès colombien ratifie le traité dès le 9 juin, mais le Sénat des États-Unis seulement le 20 avril 1921 après sa modification[23].

- 29 mai : le naufrage de l'Empress of Ireland dans l’estuaire du fleuve Saint-Laurent fait 1 012 morts[24].

- 31 juillet : début de l’exploitation intensive des gisements de pétrole au Venezuela[25].

- 4 août :
  - les États-Unis proclament leur neutralité dans le conflit européen[26].
  - le Canada entre dans la Première Guerre mondiale[27].
- 5 août : traité Bryan-Chamorro entre les États-Unis et le Nicaragua. Les États-Unis contrôlent la vie politique du pays jusqu’en 1924[28].
- 15 août : le canal de Panama est inauguré[29].

- 22 août : loi sur les mesures de guerre au Canada[30].

- 3 octobre : un premier bataillon canadien de 32 000 hommes prend le bateau pour aller se battre en Europe[31].

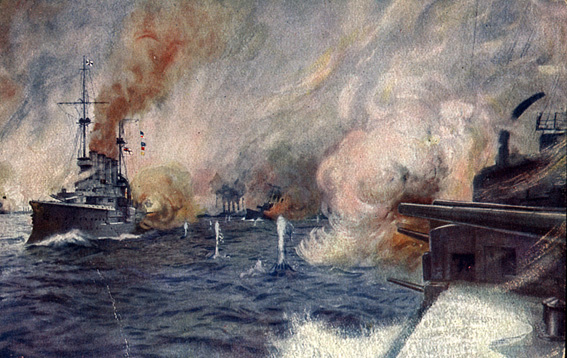
: bataille de Coronel

- 1er novembre : l’escadre allemande d’Extrême-Orient du vice-amiral Maximilian von Spee défait les Britanniques à Coronel sur la côte sud du Chili[32].

- 10 novembre : inauguration du canal de Houston[33].

- 8 décembre : l’escadre allemande d’Extrême-Orient du vice-amiral Maximilian von Spee après sa victoire sur les côtes chiliennes est écrasée par la flotte britannique à la bataille des Falklands[34].

#### Mexique
- 9 avril : incident de Tampico. Des marins américains du Dolphin, qui se sont rendus à terre pour acheter du carburant sont arrêtés par les autorités mexicaines. L’incident sert de prétexte à l’intervention américaine au Mexique[35].
- 14 avril : combat de Topolobampo[36].

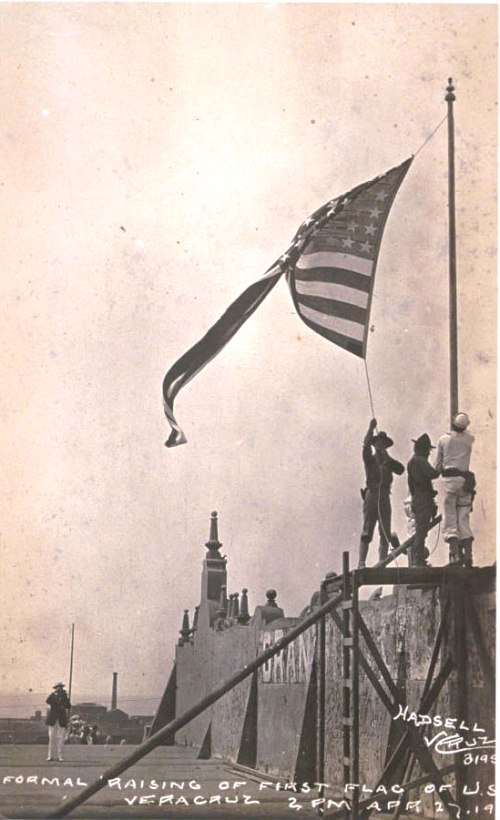
21 avril : occupation de Veracruz.

- 21 avril : intervention des États-Unis à Veracruz. Les Européens jouent la carte de Huerta, tandis que les États-Unis lui sont hostiles. Après l’arrestation de marins américains à Tampico, mille marines débarquent à Veracruz, interrompant l’approvisionnement en arme du dictateur. Les États-Unis décrètent le blocus et rompent les relations diplomatiques avec le Mexique[37].

- 15 juillet : Victoriano Huerta se retire du pouvoir après 16 mois de guerre civile. Mexico tombe aux mains des constitutionnalistes. Venustiano Carranza au pouvoir dissout l’armée fédérale. Grand propriétaire, il s’oppose à Pancho Villa et Emiliano Zapata sur la question de la réforme agraire[38]. Villa lui déclare immédiatement la guerre.

- 24 octobre : convention révolutionnaire d’Aguascalientes. Rupture entre constitutionnalistes et conventionnalistes[39].

- 23 novembre : les États-Unis se retirent de Veracruz[40].

- 6 décembre : Carranza est écarté de la présidence et doit se réfugier à Veracruz, tandis que les armées de Pancho Villa et de Emiliano Zapata font une entrée triomphale à Mexico au terme de quatre ans de luttes révolutionnaires[41].
- 12 décembre : Carranza reconnaît, par des additions au plan de Guadalupe (es), le Plan de Ayala (es) et la nécessité d’une réforme agraire radicale et de changement sociaux en faveur de la classe ouvrière[28].

### Asie et Pacifique

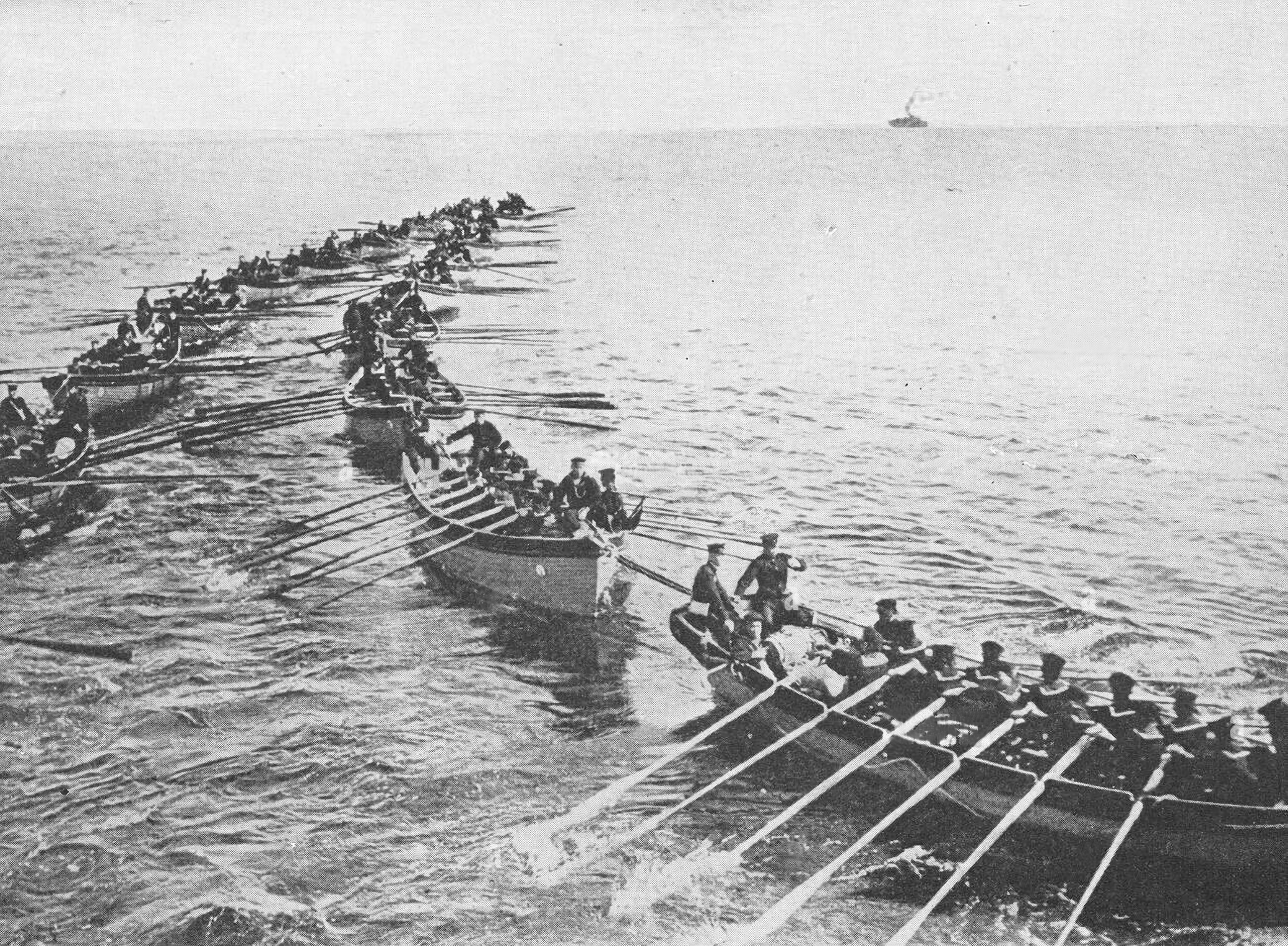
Débarquement des troupes japonaises pendant la bataille de Qingdao

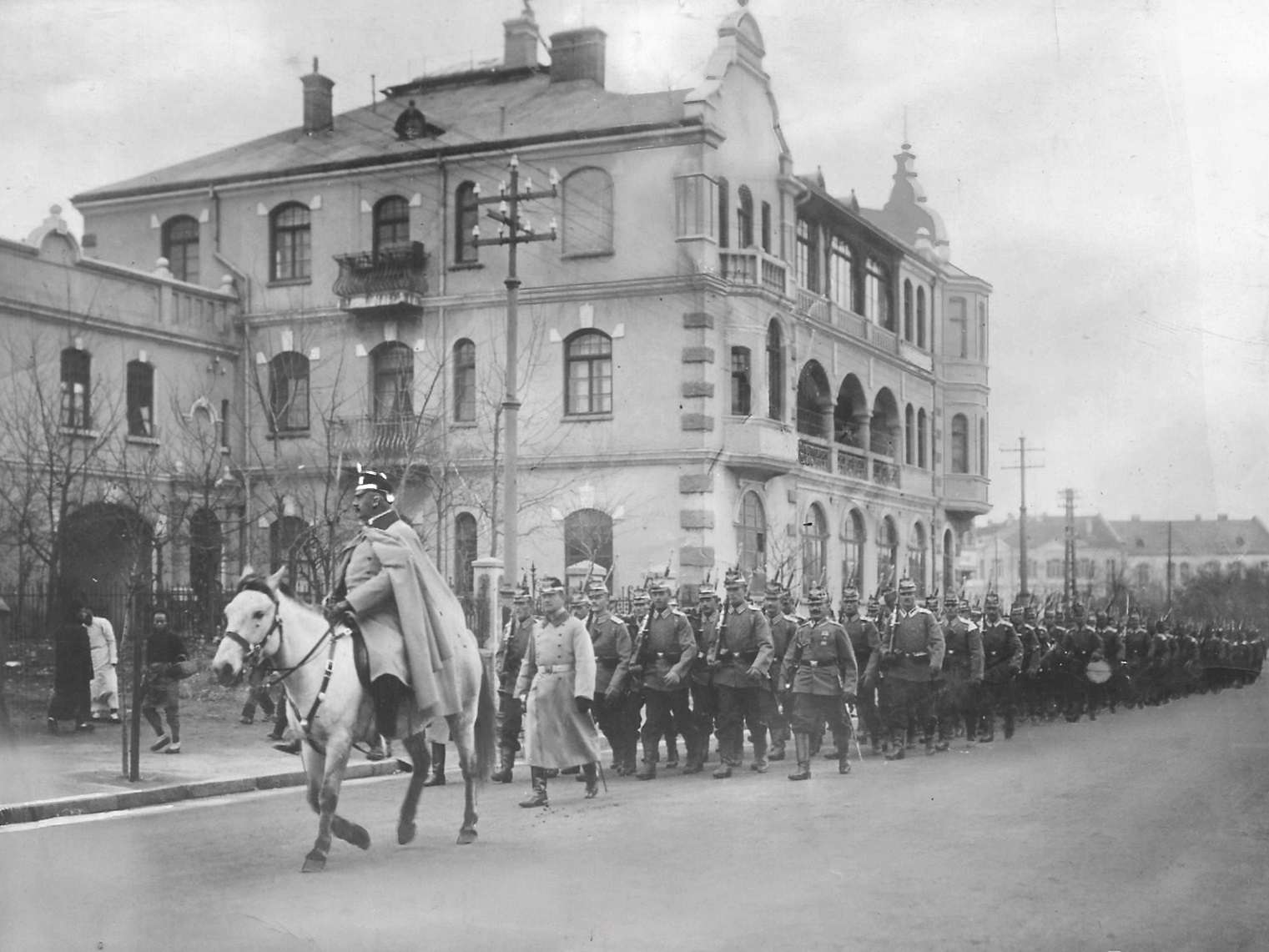
Mouvements des troupes allemandes pendant le siège de Qingdao

- 10 janvier, République de Chine : Yuan Shikai dissout le parlement et le remplace par un conseil d’État composé de ses partisans qui lui confère le 1er mai par un pacte constitutionnel la présidence de la République pour 10 ans[42].

- 27 avril : convention de Simla entre le Royaume-Uni, le Tibet et la république de Chine et à l’issue de la conférence de Simla, en Inde. Adoption de la ligne McMahon et division du Tibet en un « Tibet Extérieur » sous l’administration du gouvernement du Dalaï Lama et un « Tibet intérieur »  où Lhassa aurait l’autorité spirituelle uniquement. Les deux secteurs sont considérés comme étant sous la « suzeraineté » chinoise. L’accord, ratifié le 3 juillet par les Britanniques et les Tibétains, est finalement contesté par Pékin[43].

- 9 mai : constitution à Surabaya au Indes orientales néerlandaises de l’Union social-démocrate indonésienne, sous l’influence des socialistes néerlandais, dont particulièrement Henk Sneevliet[44].

- 15 août : l’empire du Japon envoie un ultimatum à l’Empire allemand : le territoire à bail de Jiaozhou doit être restitué à la Chine avant le 15 septembre[45].
- 23 août : l’empire du Japon déclare la guerre à l’Empire allemand[45].

- 11 septembre, Nouvelle-Guinée : bataille de Bita Paka, entre les troupes australiennes et la Nouvelle-Guinée allemande[46].
- 17 septembre : reddition de la Nouvelle-Guinée allemande[46]. Les troupes australiennes occupent la région qui par décision de la Société des Nations deviendra un territoire sous mandat australien, et renommé le Territoire de Nouvelle-Guinée. L’Australie occupe les îles Salomon restées sous contrôle allemand (ou Salomon du Nord, l’île Bougainville et l’île Buka). En 1920, la Société des Nations place la zone sous l’autorité de l’Australie[47].

- 31 octobre : offensive japonaise contre l’Allemagne sur le port de Qingdao en Chine[48].

- 7 novembre : reddition complète aux Japonais de toute la concession allemande de Jiaozhou[45].
- 9 novembre : combat des îles Cocos dans l’Océan Indien[49].

### Proche-Orient
- 5 février : rencontre d’Abdallah et de Kitchener au Caire. Abdallah, fils du chérif de La Mecque Hussein, entre en contact avec Kitchener, consul britannique d’Égypte, et réclame un soutien britannique à une plus grande autonomie du Hedjaz et des livraisons d’armes. Kitchener ne répond pas à ces demandes mais souligne la sympathie de son pays pour la cause du Hedjaz[50].

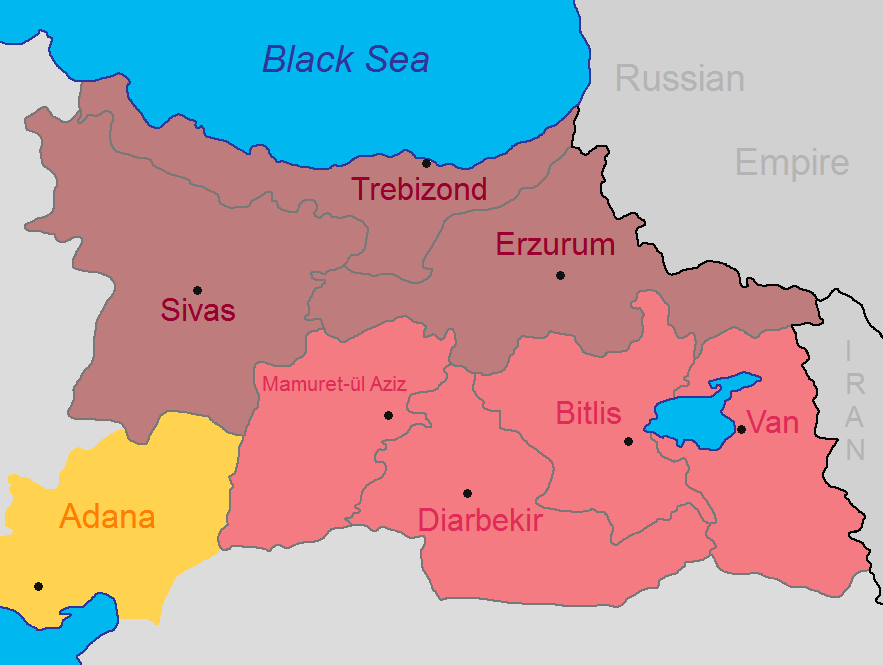
8 février : projet de réforme de l’Arménie.

- 8 février (26 janvier du calendrier julien) : traité de Yeniköy[51]. Protocole signé entre le grand vizir ottoman Sayid Halim et le chargé d’affaires russe Koulguévitch, sous la pression de la France, du Royaume-Uni et de l’Empire russe pour appliquer les réformes prévues par le traité de Berlin. Il prévoit que les provinces arméniennes, les sept vilayets orientaux, serait partagées en deux secteurs (nord : Erzeroum, Sivas, Trébizonde ; sud : Van, Bitlis, Diarbékir, Kharpout). À la tête de chacun, un secrétaire général européen nommé par la Porte mais présenté par les Puissances, et investi de pouvoirs étendus, contrôlerait l’application des réformes prévues par les traités antérieurs. Un Hollandais et un Norvégien sont désignés et rejoignent leur poste en juillet. Le protocole sera rompu par la guerre[52].
- 12 février : accord franco-allemand déterminant les zones ferroviaires des deux puissances en Syrie du Nord. La France obtient un droit exclusif en Syrie et en Palestine, confirmé le 9 avril par un accord franco-turc[53].

- 9 avril : accord financier franco-turc. La France autorise l’émission par la Banque ottomane d’un emprunt de 800 millions de francs destiné au redressement de la Turquie ruinée par les guerres balkaniques, en échange de commissions de chemins de fer et de ports[53].

- 15 juin : accord entre l’Empire allemand et le Royaume-Uni sur la question du chemin de fer de Bagdad[54]. Les Britanniques proposent une participation des capitaux britanniques en échange de la promesse que la ligne n’atteigne pas le golfe Persique. L’Allemagne obtient un partage de l’influence économique en Mésopotamie (exploitation en commun des pétroles de Mossoul).

- Juillet : 8e Assemblée générale du parti arménien Dachnak à Erzeroum. Au nom du loyalisme envers les pays où ils sont établis, les Arméniens refusent le projet allemand proposé par les Jeunes-Turcs d’organiser un soulèvement avec les Géorgiens et les Azéris contre les Russes en Transcaucasie, malgré la promesse de la création d’une Arménie autonome dans le cadre d’un État tampon transcaucasien placé sous contrôle turc[55]. En refusant, le Dachnak est condamné à combattre du côté russe.

- 2 août : traité secret d’alliance entre l’Empire ottoman et l’Empire allemand contre la Russie. L’Allemagne protège l’Empire ottoman contre la promesse de l’intervention turque à ses côtés[53].

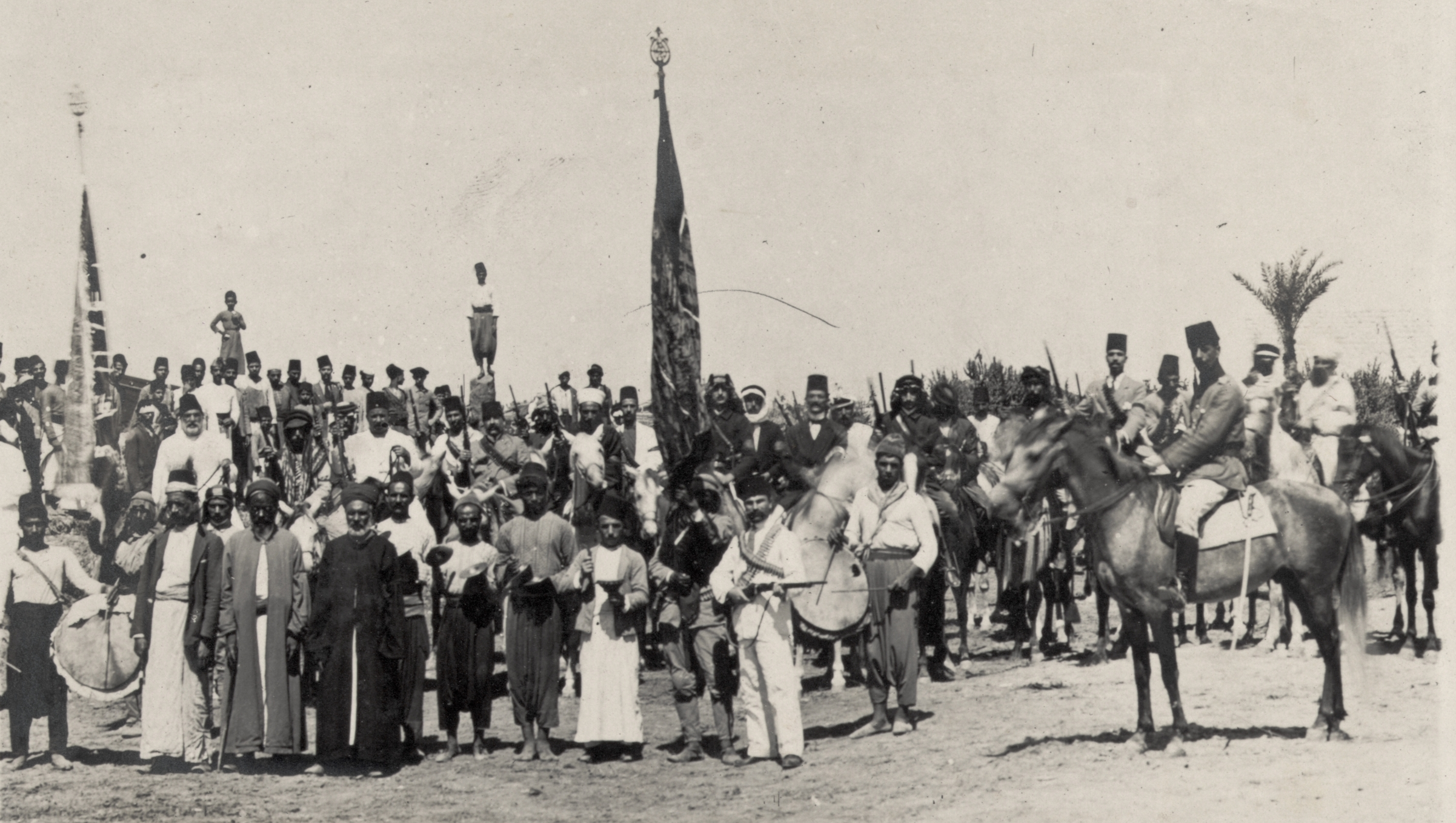
Recrutement pour la guerre sainte par l’armée turque près de Tibériade.

- 3 août : mobilisation générale en Turquie[56]. L’Empire ottoman dispose d’une armée entraînée et équipée sur le modèle allemand, encadrée par de nombreux officiers allemands (Liman von Sanders, etc.). L’Organisation spéciale (Teşkilat-i Mahsusa), officialisée le 5 août est chargée des missions d’espionnage[57] et d’encouragement de la guerre sainte dans des possessions coloniales européennes. Elle compte 30 000 agents[58]. Les forces ottomanes se répartissent sur un front caucasien contre la Russie (IIIe armée d’Enver Pacha, environ 100 000 hommes), un front égyptien contre la Grande-Bretagne (IVe armée de Jamal Pacha, 80 000 hommes), des corps d’armée autour de la capitale (front des Dardanelles), des forces en Mésopotamie face à l’offensive britannique sur Bassorah.

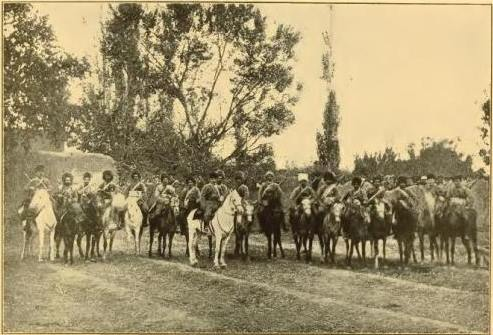
Le deuxième bataillon de volontaires arméniens du Caucase, novembre 1914

- Août : à Tiflis, l’évêque Mesrop, le maire Alexandre Khatissian et le Dr Ivan Zavriev, responsable du Bureau national arménien, acceptent la suggestion du vice-roi du Caucase de former des corps de volontaires arméniens[55]. Une légion de 8 000 volontaires arméniens est levée par le Bureau national arménien en octobre.

- 3 novembre : 
  - l’empire ottoman entre en guerre contre l’Entente[53].
  - le Koweït est placé sous protectorat britannique pour éviter toute violation de son territoire[59].
- 22 novembre : en Mésopotamie, les Britanniques prennent Bassorah afin d’assurer la protection du Golfe et le ravitaillement en pétrole persan[60].

- 12 décembre : rencontre Weizmann-Balfour[61]. Chaim Weizmann, vice-président de la Fédération sioniste de Grande-Bretagne, rencontre des personnalités gouvernementales britanniques, dont le ministre Herbert Samuel, converti aux idées sionistes et lord Arthur Balfour, qui se montre intéressé par le projet de formation d’une « nation juive » en Palestine[62].
- 18 décembre : protectorat britannique sur l’Égypte[63].
- 19 décembre : le khédive Abbas II Hilmi est déchu de son titre et son oncle Hussein Kamal prend le titre de sultan d’Égypte (fin en 1917)[64]. La Grande-Bretagne établit une assemblée consultative en partie élue par des notables dont les pouvoirs sont limités, mais destinée à restreindre l’influence du sultan. Saad Zaghloul, dirigeant du parti national (Hizb al-Umma), en est élu le vice-président.
- 22-31 décembre : bataille de Sarikamis entre Russes et Turcs dans le Caucase[65].

### Europe

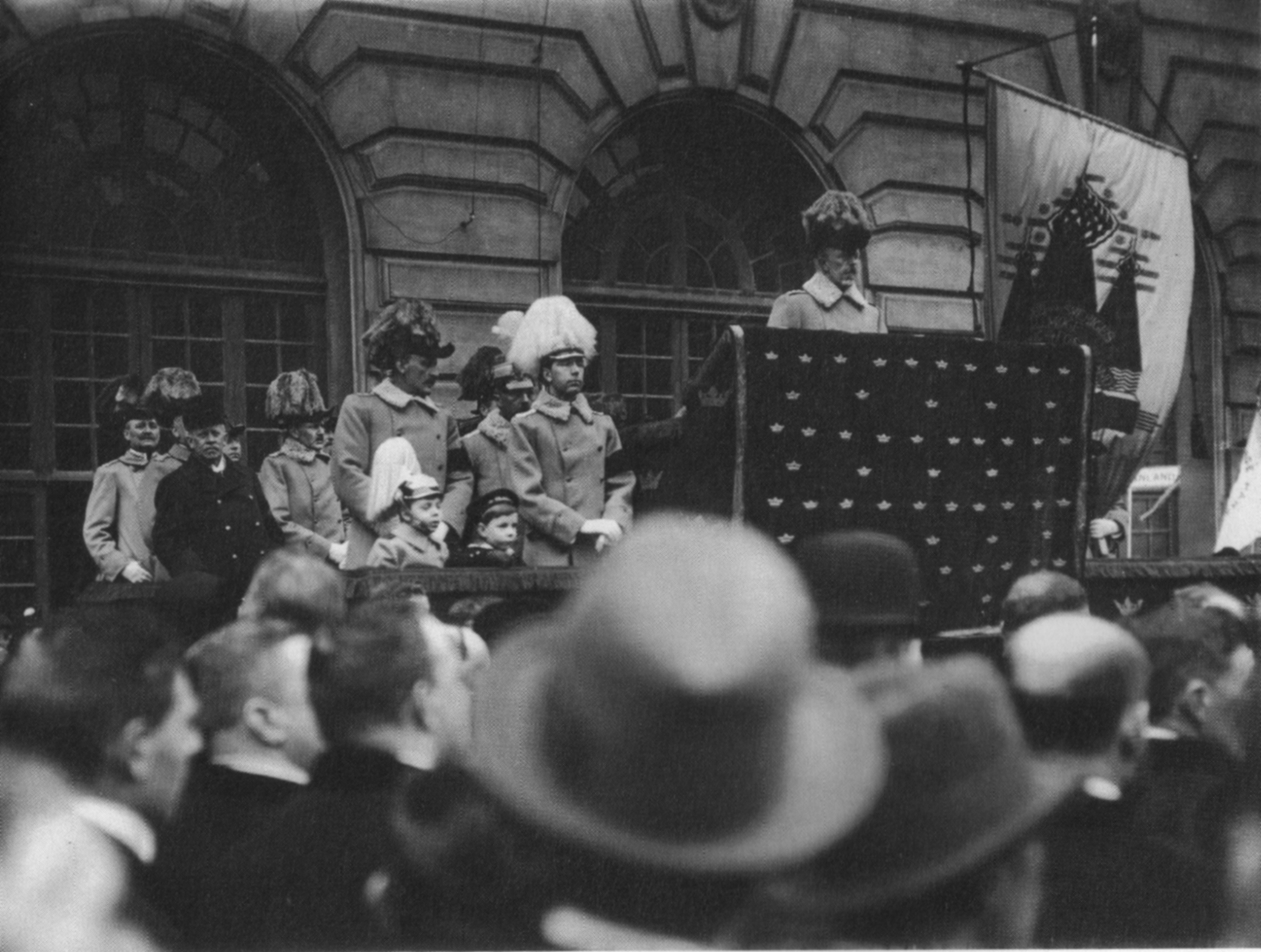
6 février : discours de Gustave V de Suède remettant en cause le gouvernement. Gustave V souhaite exercer un pouvoir personnel dans le domaine de la Défense et des Affaires étrangères. Il profite d’une campagne d’opinion culminant avec une manifestation de paysans marchant sur Stockholm, qui met en difficulté le gouvernement libéral de Karl Staaff, pour mettre en place un cabinet « neutre », surtout composé de fonctionnaires, conduit par Hammarskjöld, qu’il tient bien en main. Officiellement, la Suède observe une stricte neutralité, mais le roi et le gouvernement manifestent une tendance favorable à la Triple-Alliance, tandis que les libéraux et les sociaux-démocrates penchent vers la France et le Royaume-Uni.

- 17 janvier : les libéraux arrivent au pouvoir en Roumanie. Ion Brătianu devient Premier ministre (fin en février 1918). Il prépare une réforme agraire et une réforme électorale[66].

- 12 février :
  - Ivan Goremykine devient président du Conseil en Russie (fin en 1916)[67].
  - émission d’un nouveau prêt français à la Russie (500 millions de francs par an pendant 5 ans) pour le développement des chemins de fer stratégiques de l’Ouest[68].
- 17 février : gouvernement Hammarskjöld en Suède (fin en 1917)[69].
- 21 février - 3 septembre : règne éphémère de Guillaume de Wied en Albanie[70].
- 26 février, Irlande du Nord : lancement du Britannic à Belfast[71], alors le plus grand paquebot du monde, réquisitionné le 4 août comme navire hôpital (His Majesty's Hospital Ship, HMHS).

- 14-17 mars, Portugal : création de l’Union ouvrière nationale au congrès de Tomar[72].
- 20 mars : incident du camp de Curragh, en Irlande. Le général Cough et ses officiers préfèrent démissionner plutôt que de combattre les milices protestantes hostiles au Home Rule. Le 18 mars, les unionistes dirigés par Edward Carson ont refusé le sursis de six ans proposé à l’Ulster le 4 mars pour l’application du Home Rule[73].

- 20 mai : le général allemand Moltke demande à la Wilhelmstrasse de faire des préparatifs politico-militaires en vue d’une guerre préventive contre la Russie et la France[74].

- 13 juin : Guillaume II d’Allemagne, rencontrant l’archiduc héritier d’Autriche-Hongrie lui promet un appui « inconditionnel » en cas de nouvelle crise balkanique[74].
- 23 juin : Guillaume II d'Allemagne inaugure les aménagements du canal de Kiel[75]. Une escadre britannique se rend à Kiel pour une visite de courtoisie, signe du réchauffement germano-britannique dans les premiers mois de 1914.

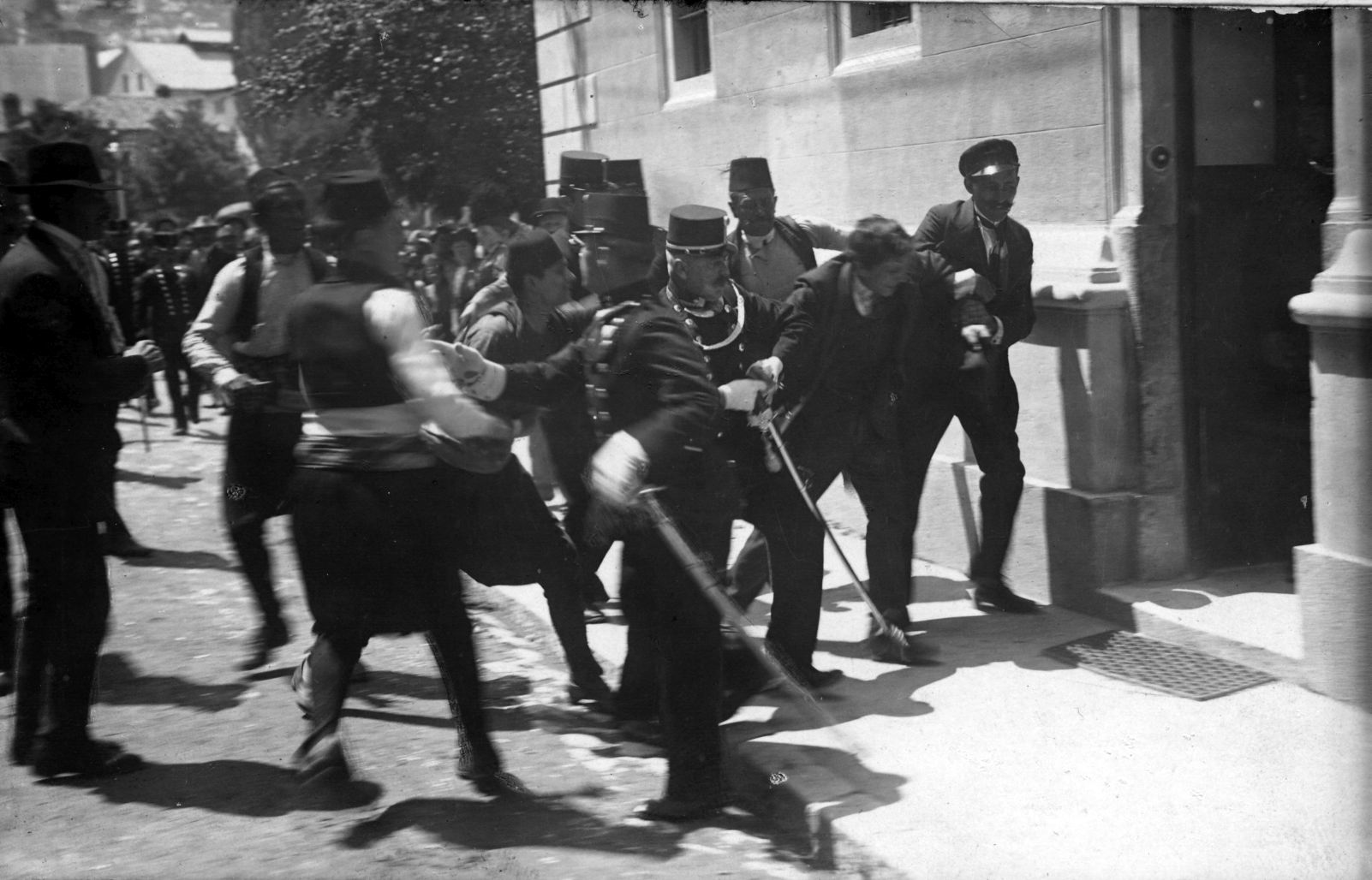
Arrestation de Gavrilo Princip.

- 28 juin : assassinat à Sarajevo de l’archiduc François-Ferdinand, héritier du trône d’Autriche-Hongrie et de sa femme Sophie par le nationaliste serbe de Bosnie-Herzégovine Gavrilo Princip, membre de la société secrète de la « Main noire ». Bien qu’organisé à l’insu du gouvernement de Belgrade, c’est l’évènement déclencheur de la Première Guerre mondiale. Début d’une crise diplomatique[76].
- Juin - juillet : grèves massives à Bakou et à Saint-Pétersbourg. L’agitation sociale tombe après le début de la guerre[77].

- 15 juillet : visite du président de la république française Raymond Poincaré et du président du conseil René Viviani en Russie[78]. Retour en France le 29 juillet.
- 17 juillet : l’ultimatum autrichien au Royaume de Serbie est mis au point avec les Allemands[79].
- 23 juillet : l’ultimatum autrichien est lancé à la Serbie[78].
- 28 juillet : le gouvernement serbe n’accepte que partiellement l’ultimatum autrichien. L’Autriche-Hongrie déclare la guerre à la Serbie[80]. Bombardement de Belgrade[78].
- 29 juillet : le Bureau international socialiste se réunit à Bruxelles pour définir la position de la Deuxième Internationale face à la crise[78].
- 30 juillet :
  - mobilisation générale en Russie[78]. 6 550 000 soldats russes sont mobilisés en décembre ; 15 millions en 1917.
  - mobilisation générale en Autriche-Hongrie dans la nuit du 30 au 31 juillet[81]. Après s’être opposés à la guerre (István Tisza), les chefs politiques hongrois soutiennent l’effort de guerre autrichien principalement parce qu’ils craignent qu’une victoire russe n’entraîne la sécession des minorités slaves de Hongrie, puis le démantèlement du pays. 3 800 000 soldats seront mobilisés en Hongrie ; 661 000 seront tués, plus de 700 000 blessés et autant fait prisonniers.
  - l’Espagne proclame sa neutralité[82].
- 31 juillet :
  - contre l’avis du gouvernement belge, le roi Albert Ier décrète la mobilisation générale[83].
  - le dirigeant socialiste français Jean Jaurès, favorable à la paix, est assassiné par Raoul Villain[78]. Les pacifistes perdent leur leader.
  - les Pays-Bas proclament leur neutralité[84].
- 1er août :
  - mobilisation générale en France et en Allemagne[78].
  - l’Empire allemand déclare la guerre à l’Empire russe[78].
- 2 août : ultimatum allemand à la Belgique et invasion du Luxembourg[78]. Le gouvernement belge refuse l’ultimatum le lendemain[85].
- 3 août :
  - premier bombardement aérien de la guerre sur Lunéville[86].
  - l’Allemagne déclare la guerre à la France[78].
  - L’Italie et la Roumanie dénoncent leur alliance défensive avec l’Allemagne et l’Autriche-Hongrie[80].
  - la Suède déclare sa neutralité puis signe le 8 août un accord avec le Danemark et la Norvège pour la préserver et protéger les intérêts économiques communs des pays scandinaves[87].

- 4 août :

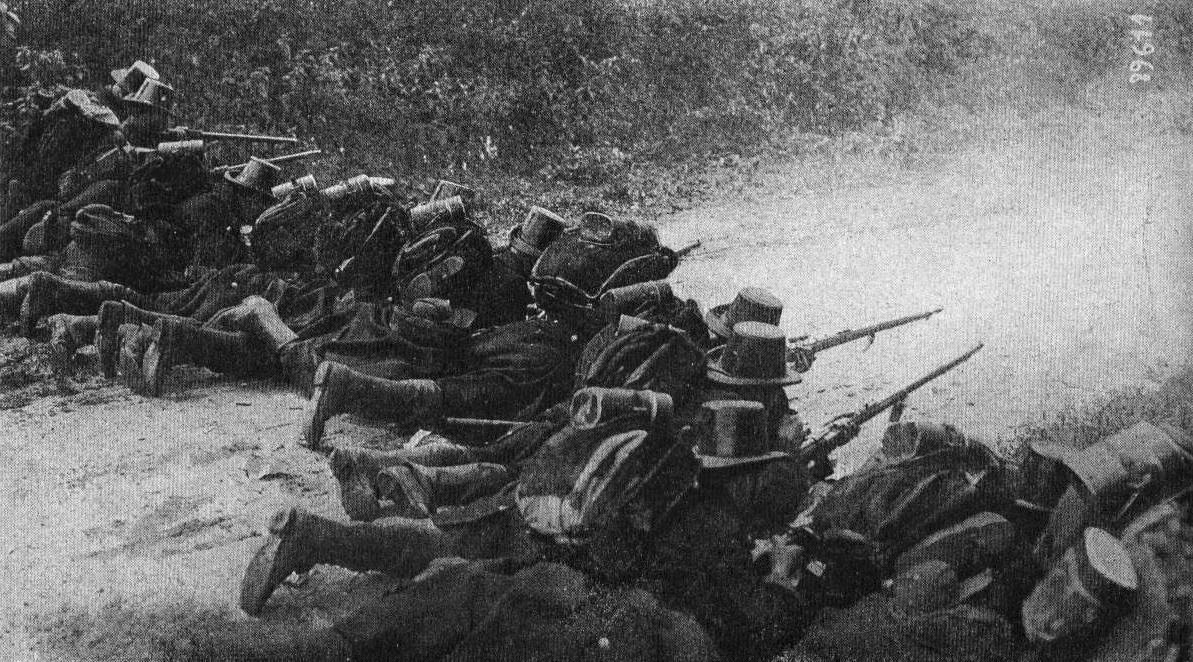
La Garde civique prenant part à la défense de Liège dans les faubourgs d’Herstal.

  - invasion allemande de la Belgique conformément au plan Schlieffen-Moltke[85]. Les Allemands pénètrent en Belgique près d’Aix-la-Chapelle. Le roi Albert Ier lance un appel à la France et à la Grande-Bretagne. On évalue à 6 000 au moins le nombre de civils tués par les soldats allemands durant leur progression en Belgique et dans le Nord de la France en août-septembre 1914[88].
  - le Royaume-Uni déclare la guerre à l’Allemagne après la violation par le Kaiser de la neutralité belge[80].
  - le président français Raymond Poincaré appelle à l’Union sacrée à la chambre et au Sénat qui vote les crédits de guerre à l’unanimité[89].
  - les responsables du parti social-démocrate allemand votent le soutien au gouvernement par 78 voix contre 14. Les députés sociaux-démocrates votent à l’unanimité les crédits de la guerre au Reichstag malgré leurs engagements contre la course aux armements[90].
- 5 août : le chef du parti travailliste britannique, Ramsay MacDonald, trop pacifiste, est contraint de céder la place Arthur Henderson[90].
- 5 - 16 août : bataille de Liège[91].

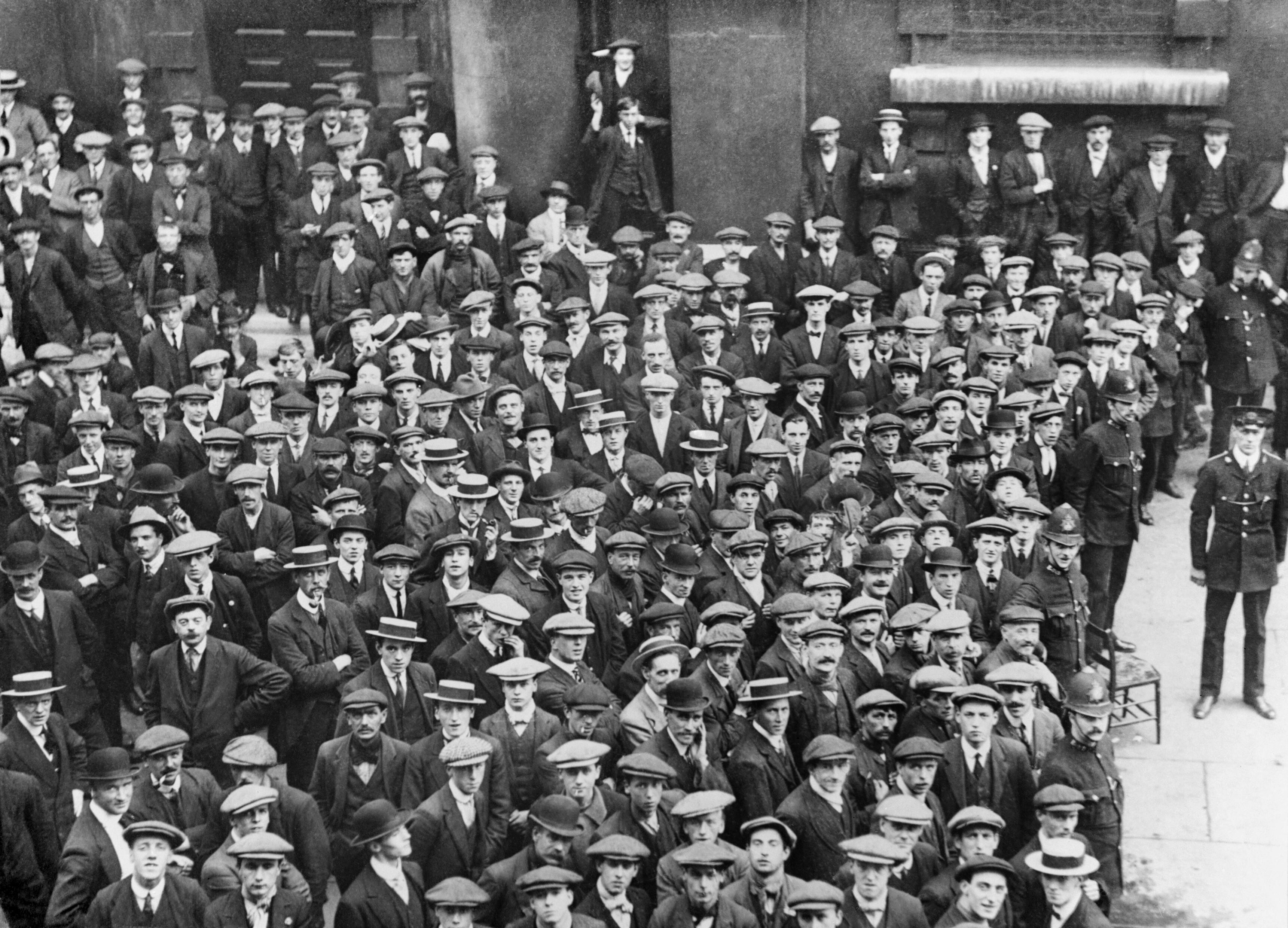
6 août : le Parlement britannique décide recruter des volontaires pour la Kitchener's Army.

- 6 août : l’Autriche-Hongrie déclare la guerre à la Russie ; la Serbie déclare la guerre à l’Allemagne[91].
- 8 août :
  - les troupes françaises entrent à Mulhouse, qui retombe aux mains des Allemands deux jours plus tard[91].
  - Union Sacrée en Russie : la Douma vote les crédits de guerre. Division des socialistes (ralliement à l’Union Sacrée, internationalisme, défaitisme)[89].
  - lois sur la défense du royaume (DORA, Defence of the Realm Act) en Grande-Bretagne[92] : couvre-feu, censure de la presse, jugement par des cours martiales des civils suspectés d’intelligence avec l’ennemi. Elles s’étendront par la suite aux horaires d’ouverture des pubs et au rationnement.
- 11 août : la France déclare la guerre à l’Autriche-Hongrie[93].
- 11 - 25 août : bataille des Frontières. Échec de l’offensive française le long des frontières franco-belge et franco-allemande[94].
- 12 août, Pologne : Kielce est prise par les forces de Józef Piłsudski[95].
- 14 août :
  - début de l’offensive française en Lorraine[91].
  - proclamation du grand-duc Nicolas[96]. En Pologne russe, les nationaux-démocrates et leur chef Roman Dmowski, hostiles aux Empires centraux, se rallient au tsar contre la promesse de l’unité et de l’autonomie de la Pologne au sein de l’Empire russe.

- 15 août : 

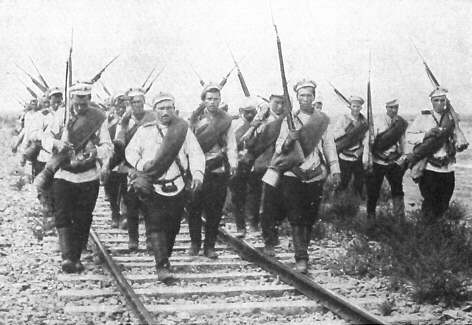
Août : l’infanterie russe le long d’une voie ferrée.

  - début de l’offensive russe en Prusse-Orientale[91].
  - création de l’Office des matières premières de guerre en Allemagne, que dirige Walther Rathenau, président de l’AEG[97].
- 15-16 août : combat d’Antivari en mer Adriatique[98].
- 16 août : prise de Liège par les Allemands[91]. Les troupes britanniques débarquent en France[94].
- 17 août : victoire allemande sur la Russie en Prusse-Orientale à la bataille de Stallupönen[99].
- 19 août : bataille de Dornach. Les troupes françaises entrent une seconde fois à Mulhouse[91].
- 19- 20 août : échec autrichien de Conrad von Hötzendorf sur le front serbe au Cer[100].
- 19- 20 août : échec autrichien et allemand sur le front russe à Gumbinnen face aux troupes de Rennenkampf[99]. Le général allemand Maximilian von Prittwitz ordonne le repli de la 8e armée à l'ouest de la Vistule, ce qui rend furieux Helmuth von Moltke, chef d’état-major général à Berlin. La défaite de Gumbinnen amène Moltke à renforcer la 8e armée par le prélèvement de deux corps d'armée au complet du front en France où les masses allemandes ont commencé de déferler et les transfère précipitamment en Prusse-Orientale. L'absence de ces 2 corps d'armée de l'aile droite du dispositif allemand se fera sentir lors de la bataille de la Marne.
- 20 août :
  - défaite française à la bataille de Morhange[91]. Échec de la percée française en Lorraine. Les IIIe et IVe armées se replient derrière la Meuse[94].
  - les troupes allemandes entrent dans Bruxelles[91].
  - mort du pape Pie X[91].
- 21 août : début de la bataille de Charleroi[94].
- 22 août : 
  - Belgique : combats de Rossignol. Massacre de Tamines[101].
  - France : deuxième jour le plus meurtrier[102] de l’histoire de France (20 543 morts), après le 25 septembre 1915 (22 591 morts environ)[103].
  - Pologne : le socialiste polonais Józef Piłsudski organise et prend la tête des légions de volontaires polonais qui combattront aux côtés des Austro-Hongrois[104].
- 23 août : 
  - défaite française à la bataille de Charleroi[91]. La France perd la bataille des Frontières. Retraite de la Marne (23-30 août[94]).
  - capitulation de Namur[94]. L’armée belge se replie sur Anvers.
  - victoire britannique à la bataille de Mons[105].
- 23 - 25 août : bataille de Krasnik en Galicie. La Ire armée austro-hongroise signe une première victoire de l’Autriche-Hongrie durant le conflit par la mise en déroute de la IVe armée russe[106].

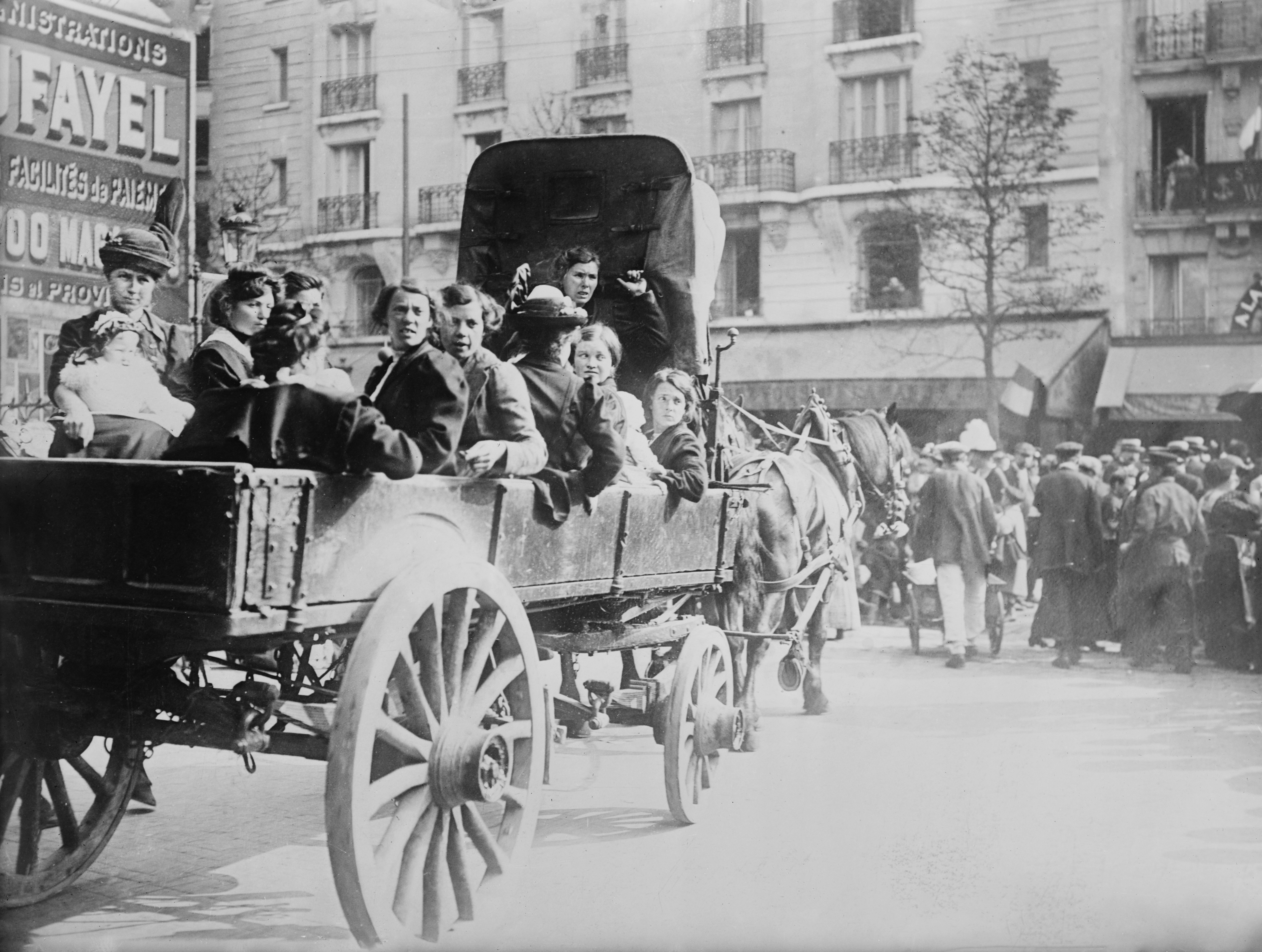
24 août : arrivée de réfugiés belges à Paris.

- 24-26 août : victoire défensive française à la bataille de la trouée de Charmes[91].
- 25 août : repli des Alliés sur le Grand-Couronné de Nancy. Joffre ordonne la retraite sur l’Aisne et la Somme. Création de la VIe armée française[94].
- 25-26 août : victoire navale russe au combat de l’île d’Odensholm. Les Allemands abandonnent le croiseur « Magdeburg », en laissant aux mains des Russes les codes de cryptage de la marine[107].
- 26 août : 
  - retraite réussie des Alliés à la bataille du Cateau[108].
  - gouvernement d’Union sacrée en France[78].

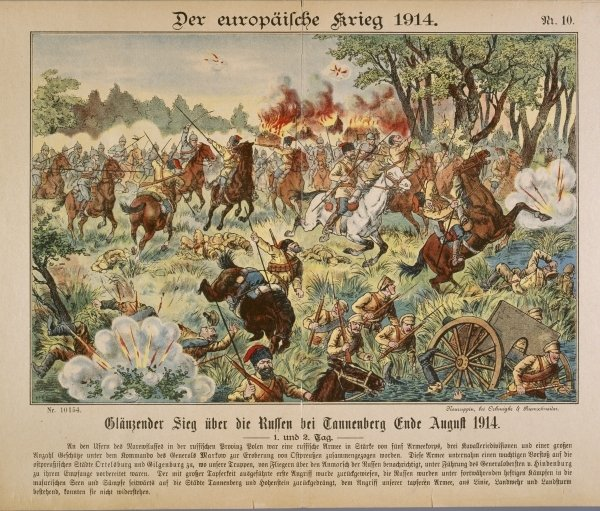
La bataille de Tannenberg vue par une gravure allemande de 1914.

- 26 août-30 août : les Allemands stoppent les offensives russes à la bataille de Tannenberg[78].
- 28 août : victoire britannique à la bataille navale de Heligoland[109].
- 30 août : bataille de Guise, qui permet aux Alliés de ralentir la progression des armées allemandes[91].
- 31 août : Saint-Pétersbourg est rebaptisé Petrograd[110].

- 1er-2 septembre : les troupes franco-britanniques franchissent la Marne[91].
- 2 septembre : les Allemands entrent à Senlis. Le gouvernement français quitte Paris menacée par l’avancée allemande et s’installe à Bordeaux laissant la capitale sous le gouvernement militaire du général Gallieni[91].
- 3 septembre : 
  - élection au pontificat de Giacomo della Chiesa, archevêque de Bologne qui devient pape sous le nom de Benoît XV[111].
  - offensive russe en Galicie orientale : prise de Lvov (Lemberg)[91].

- 4 septembre : 
  - l'armée allemande occupe Reims[91].

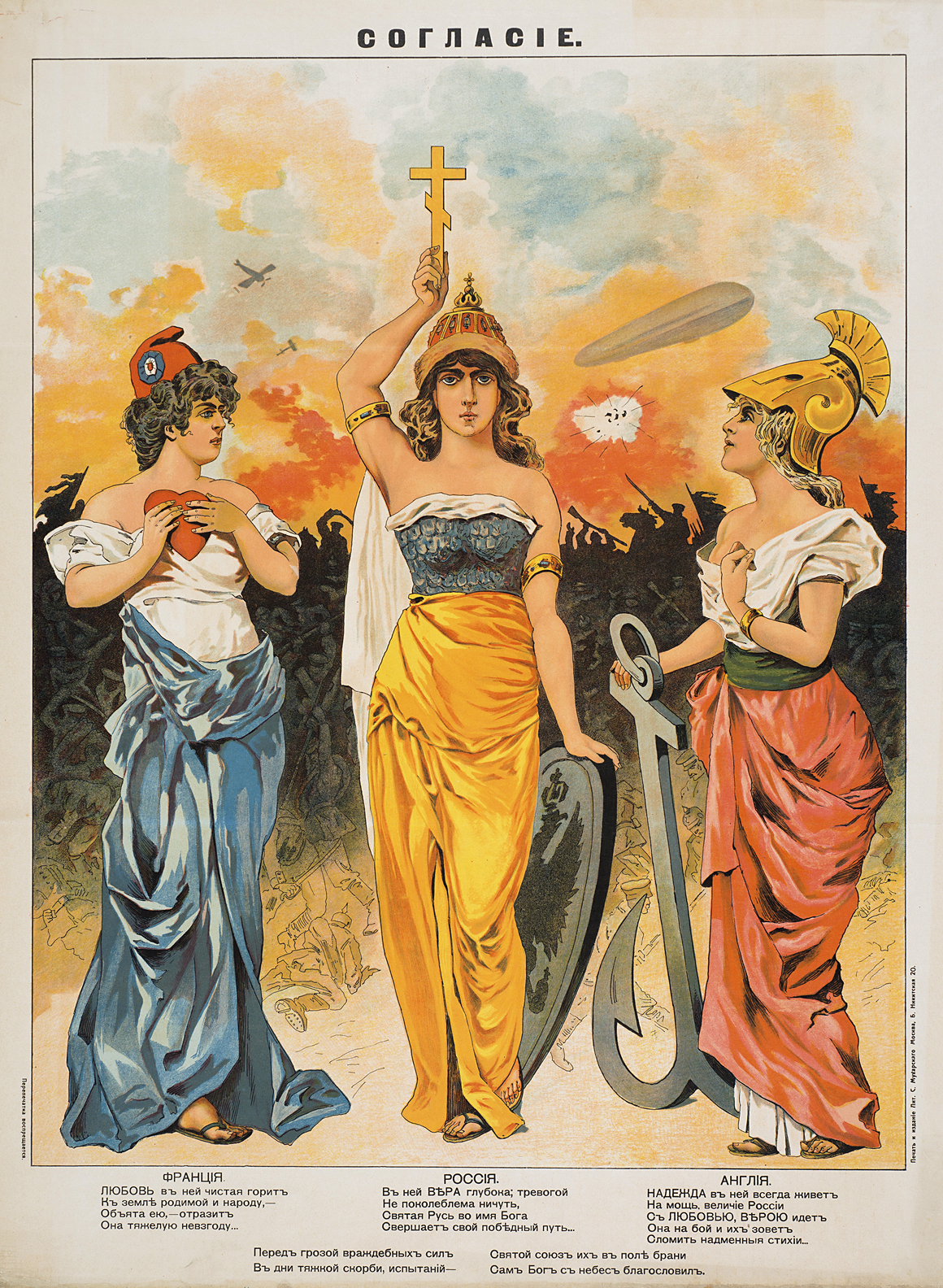
4 septembre : pacte de Londres. Allégorie russe de la Triple-Entente de 1914.

  - victoire française à la bataille du Grand-Couronné (fin le 13 septembre)[112].
  - Pacte de Londres. La Triple-Entente s’engage à ne pas conclure de paix séparée[113].
- 6 septembre : 
  - première bataille de la Marne, les Français (Joffre) contiennent l’avancée allemande (6-9 septembre)[78]. Les Allemands (von Klück et von Bülow) reculent jusqu’à l’Aisne.
  - Joseph Gallieni réquisitionne les taxis parisiens pour le transport des troupes[90].
- 8 septembre : Maubeuge capitule devant les Allemands[91].
- 8-15 septembre : victoire allemande des lacs Mazures, qui confirme Tannenberg[91]. Les Allemands obligent les Russes à se replier vers leur frontière.
- 8-12 septembre : les Russes écrasent les Autrichiens à Lemberg[114]. Ils assiègent Przemyśl (16 septembre), occupent la Galicie orientale jusqu’au San et prennent le contrôle des cols des Carpates le 26 septembre[115].

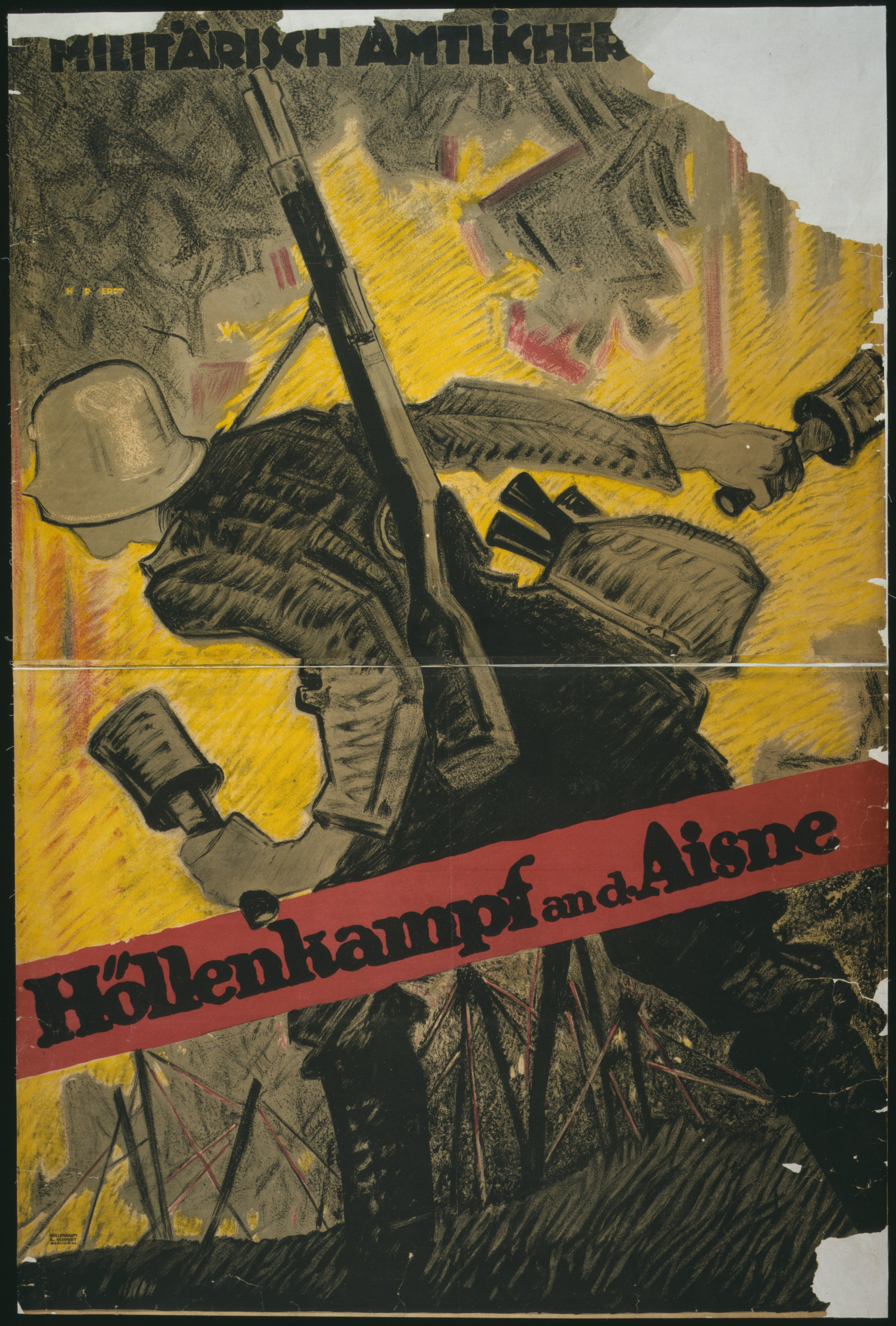
13-28 septembre : bataille de l’Aisne.

- 13 - 28 septembre : bataille de l’Aisne[116].
- 16-17 septembre : Combat de la Rougemare et des Flamants contre un commando allemand en Normandie.
- 17 septembre - fin novembre : « course à la mer » entre les armées allemande, française et britannique[94]. Les Allemands cherchent à atteindre Dunkerque, Boulogne et Calais.
- 18 septembre : signature du Home Rule par le roi George V du Royaume-Uni[117].

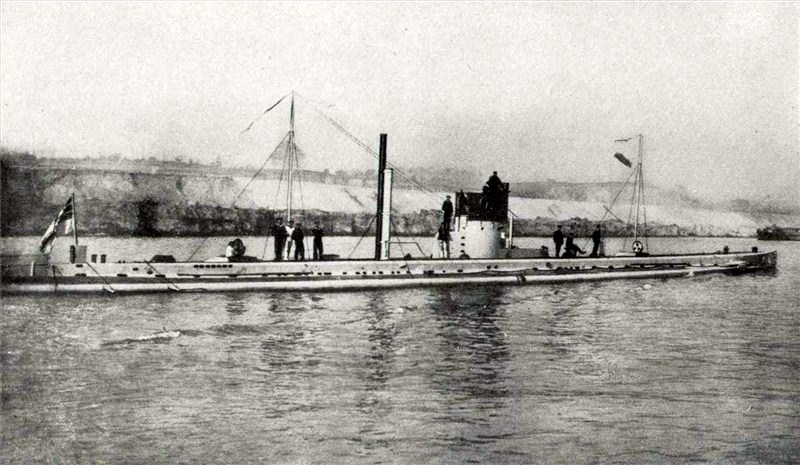
Sous-marin allemand U9.

- 22 septembre : trois croiseurs britanniques sont coulés par un sous-marin allemand (U-Boot). 1 400 marins périssent[118].
- 28 septembre - 10 octobre : siège d’Anvers par les Allemands[119].
- 29 septembre - 31 octobre : victoire russe sur les Allemands à la bataille de la Vistule[120].
- 1er octobre : convention entre le président du Conseil roumain Ion Bratianu et le ministre russe des Affaires étrangères Sergueï Sazonov sous la forme d’un échange de lettres ; la Roumanie obtient la promesse d’obtenir les parties roumaines de l’Autriche-Hongrie (Transylvanie, Bucovine et Banat) en échange de sa neutralité[121].
- 1er-4 octobre : bataille indécise d’Arras (première bataille de l’Artois). Lens est prise par les Allemands[122].
- 4 octobre : publication en Allemagne du Manifeste des 93 qui montre le soutien des intellectuels germaniques au Kaiser[123].
- 5 octobre : premier duel aérien de la guerre à se terminer par la victoire d'un des adversaires, près de Reims. Un biplace Aviatik allemand est abattu à la mitrailleuse par les Français Joseph Frantz et Louis Quenault[124].
- 9 octobre : capitulation d’Anvers[91].
- 10 octobre : début du règne de Ferdinand Ier de Roumanie (fin en 1927)[125].
- 12 octobre-11 novembre, Belgique : vaste offensive allemande déclenchée au nord, à l’est et au sud d’Ypres[94].
- 17 octobre : les Allemands battent en retraite devant les Russes dans la boucle de la Vistule[120].

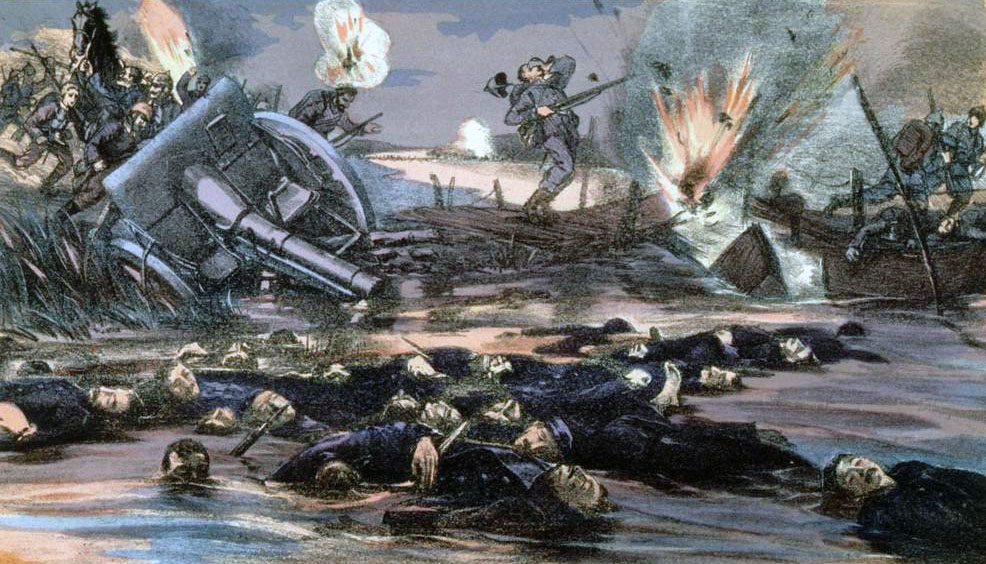
18-30 octobre : bataille de l'Yser.

- 18 octobre : début de la bataille de l’Yser ; l’offensive allemande est suspendue le 26[119]. Le 30, les Belges ouvrent les digues de Nieuport et la plaine de l’Yser est inondée. Ouverture du front de l’Yser[126].
- 22 octobre - 22 novembre : première bataille d’Ypres[126].
- 27 octobre (14 octobre du calendrier julien) : la Grèce proclame officiellement la conquête de l'Épire du Nord, une partie de la Principauté albanaise[127],[128].
- 29 octobre : la flotte turco-allemande bombarde le littoral russe de la mer Noire (Odessa, Novorossisk, Théodosie)[129].
- 30 octobre, Albanie : la marine italienne occupe l’île stratégique de Saseno, qui contrôle la baie de Valona. Valona est prise le 26 décembre[128].

- 1er novembre : Von Hindenburg devient commandant en chef des armées allemandes sur le front de l’Est[91].
- 2 novembre : la Russie déclare la guerre à l’Empire ottoman[130].
- 3 novembre : 
  - l’Amirauté fait miner la mer du Nord déclarée « zone de guerre »[131]. Le Royaume-Uni fait confiance à sa marine pour protéger le pays et établir un blocus économique. Il ne possède en effet qu’une armée de métier de 250 000 hommes dispersés à travers le monde dont 60 000 seulement sont prêts à partir pour la France.
  - la marine britannique attaque les Dardanelles[130].
- 5 novembre :
  - les Alliés déclarent la guerre à l’Empire ottoman[130].
  - les Britanniques annexent Chypre, qu’ils administraient depuis la convention de 1878 sous souveraineté ottomane[132].
- 6 novembre : blocus économique de l’Allemagne.
- 11 novembre : les Russes doivent cesser l’offensive devant la poussée des troupes allemandes sur Łódź[120].

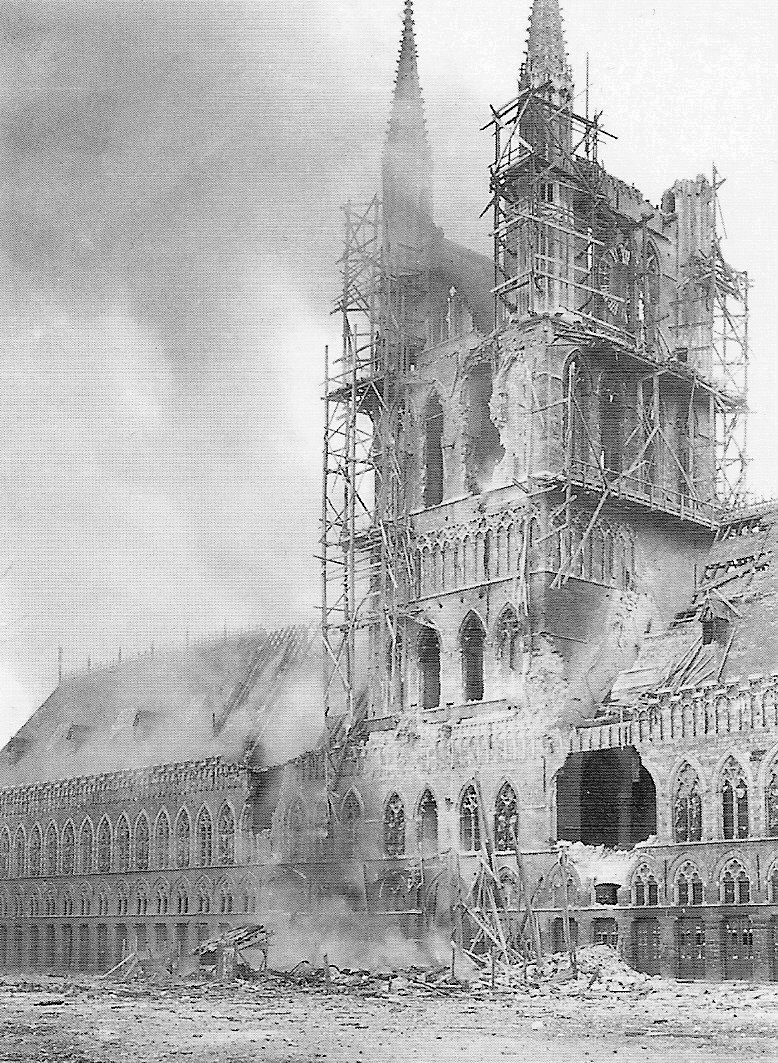
La halles aux draps, Ypres, le 21 novembre.

- 15 novembre, mêlée des Flandres. Victoire des armées françaises, britanniques et belge autour d’Ypres et de Dixmude. Les Allemands doivent renoncer à atteindre la mer[133]. Fin de la guerre de mouvement et passage à la guerre de tranchées.
- 17 novembre : bataille du cap Sarytch en mer Noire entre les flottes turques et russes[134].

- 27 novembre, Grande-Bretagne : Finance Act[135]. Institution d’une fiscalité de guerre : l’impôt sur le revenu (income tax) et la supertax doublent[136].

- 3 - 9 décembre : victoire serbe du général Radomir Putnik sur la Kolubara : les Austro-Hongrois doivent se replier vers Belgrade[137], qui est libérée le 15 décembre[100].

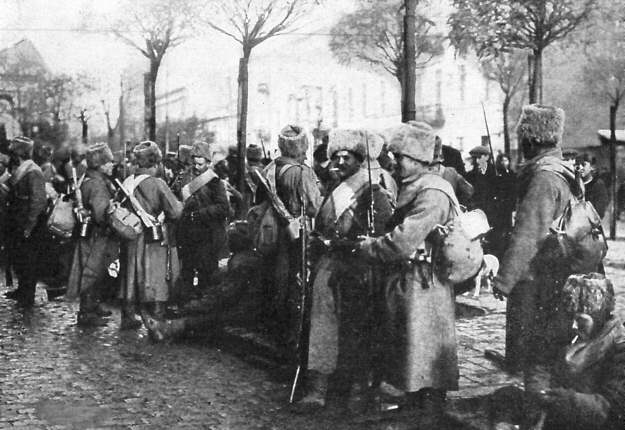
Soldats russes à Varsovie.

- 6 décembre : prise de Łódź par les Allemands. L’offensive allemande en Pologne russe est arrêtée avant Varsovie[120].
- 14 décembre : création de la « Ligue pour l’unité politique de tous les Roumains »[138], présidée par le Transylvain Vasile Lucaciu, hostile à l’Autriche-Hongrie et favorable à l’engagement de la Roumanie aux côtés de l’Entente.
- 20 décembre : la IVe armée française lance l’offensive en Champagne[94]. Guerre de tranchées (650 km), de la mer du Nord à la Suisse.

- Création de la Cause monarchique, visant au rétablissement d’une monarchie constitutionnelle avec Manuel II de Portugal[139].

## Prix Nobel
- Prix Nobel de physique : Max von Laue
- Prix Nobel de chimie : Theodore William Richards
- Prix Nobel de physiologie ou médecine : Robert Bárány
- Prix Nobel de littérature : non attribué
- Prix Nobel de la paix : non attribué

## Décès en 1914

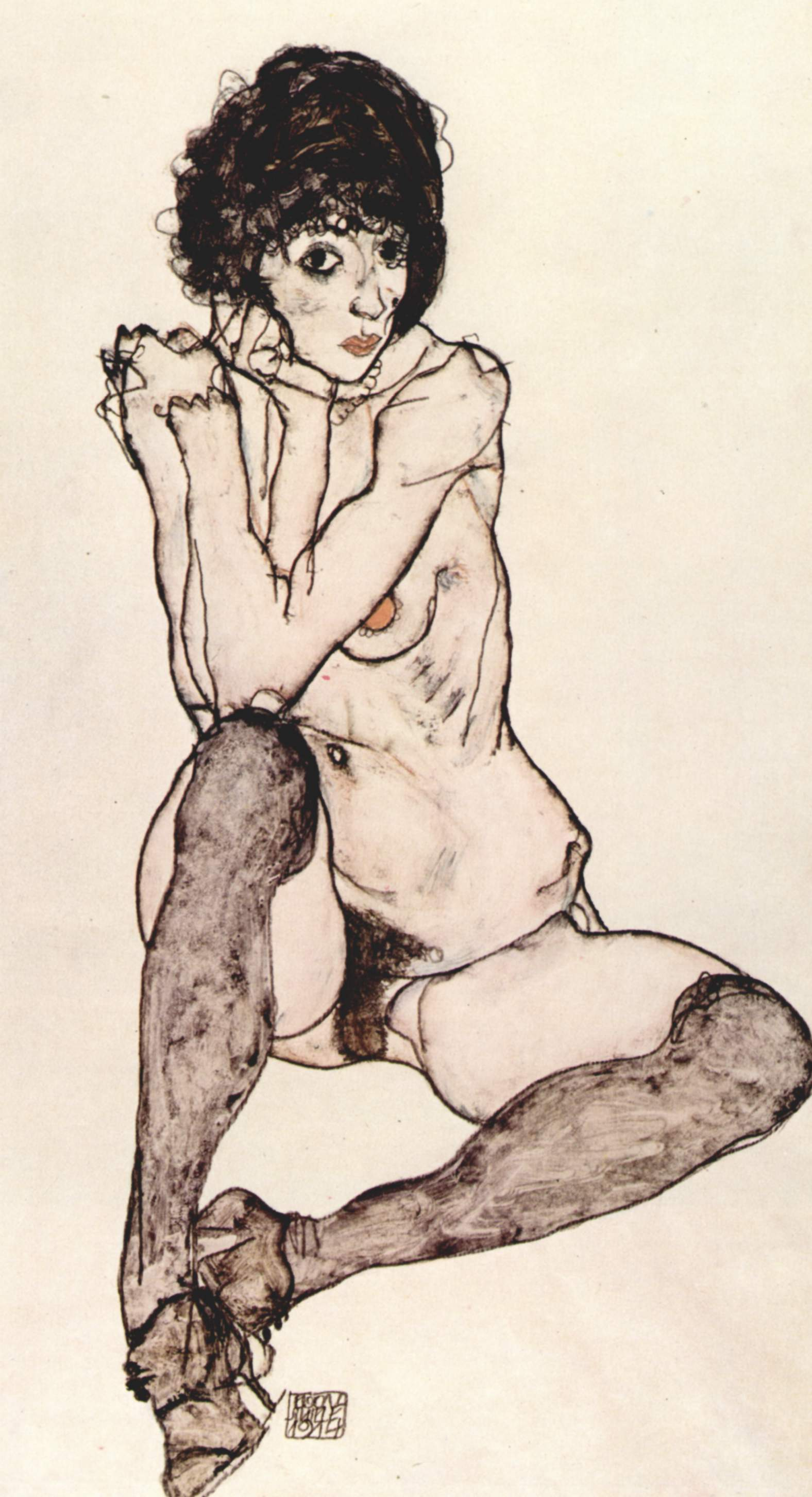
Nu assis, d'Egon Schiele.La peinture en 1914 sur Commons